# Liparis glaucescens
Liparis glaucescens är en orkidéart som beskrevs av Johannes Jacobus Smith. Liparis glaucescens ingår i släktet gulyxnen, och familjen orkidéer. Inga underarter finns listade i Catalogue of Life.